# زمان ومكان مطلق

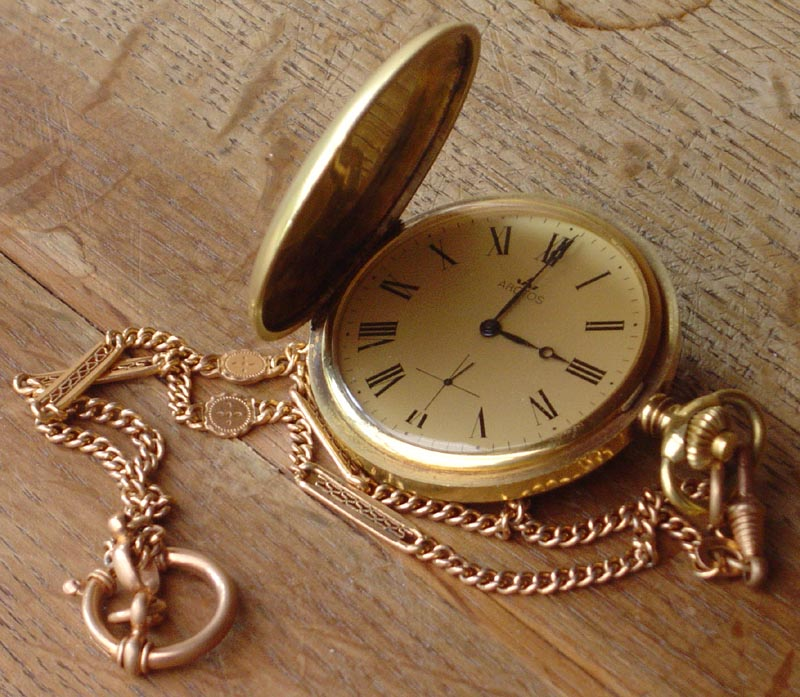

في الفيزياء الكلاسيكية، كان التصور أن الزمان والمكان مطلقان، لكن الأمر تغير بعد الفيزياء الحديثة ونظرية آينشتين النسبية الخاصة والعامة.
ومعنى أن الزمن مطلق أي أنه يؤثر بالموجودات ولا يتأثر بأي شيء مثلا إذا تخيلنا ساعة مركزية في الكون فيمكننا معايرة جميع ساعات الكون بالنسبة لها وهكذا سنحصل على الزمن المطلق .
أما معنى أن الكون مطلق أي أنه كالمسرح لا يتغير.